# كاثي أيرلند
كاثلين ماري أيرلند (بالإنجليزية: Kathy Ireland) (ولدت في 20 مارس 1963) عارضة أزياء وممثلة، مؤلفة وسيدة أعمال أمريكية.

## روابط خارجية
- KathyIreland.com نسخة محفوظة 2 أغسطس 2014 على موقع واي باك مشين. — kathy ireland Worldwide (kiWW)
- كاثي أيرلند على موقع IMDb (الإنجليزية)
- كاثي أيرلند على موقع ألو سيني (الفرنسية)
- كاثي أيرلند على موقع تيرنر كلاسيك موفيز (الإنجليزية)
- كاثي أيرلند على موقع أول موفي (الإنجليزية)
- كاثي أيرلند على موقع قاعدة بيانات الأفلام السويدية (السويدية)
- كاثي أيرلند على موقع إن إن دي بي (الإنجليزية)
- كاثي أيرلند على موقع قاعدة بيانات الفيلم (الإنجليزية)
- كاثي أيرلند على موقع كينوبويسك (الروسية)
- كاثي أيرلند at تي في تروبس  [لغات أخرى]‏